# 齊格勒
齊格勒，薛基拿，齐格勒 或 泽格勒（Ziegler）可以指：

## 人物
- 梅狄·齊格勒（英語：Maddie Ziegler，2002年9月30日－），美国舞者、演员兼模特。
- 列圖·薛基拿（法語：Reto Ziegler，1986年1月16日－），瑞士足球運動員。
- 兹德内克·齐格勒 （英語：Zdeněk Ziegler, 1932年10月27日－），捷克藝術家。
- 罗纳德·泽格勒（英語：Ronald Louis Ziegler，1939年5月12日－2003年2月10日），美国尼克松政府时期的白宫新闻发言人。
- 卡尔·齐格勒（德語：Karl Waldemar Ziegler，1898年11月26日－1973年8月11日），德国化学家。

|  | 本页或本分段罗列了姓氏为「齊格勒」的人物。 如果是一个指代特定个人的内链将您引导到本页，請考慮修正該人物的名字以將链接指向正確的條目。 |